# Žejinci
Žejinci – wieś w Chorwacji, w żupanii zagrzebskiej, w gminie Luka. W 2011 roku liczyła 399 mieszkańców.